# إليشا دبليو. إيدجيرتون
إليشا دبليو. إيدجيرتون هو شخصية أعمال وسياسي أمريكي، ولد في 26 يونيو 1815، وتوفي في 15 أبريل 1904. انتخب عضو جمعية ولاية ويسكونسن ‏.